# I liga 1985-1986
L'edizione 1985-86 del Campionato polacco di calcio vide la vittoria finale del Górnik Zabrze.
Capocannoniere del torneo fu Andrzej Zgutczyński (Górnik Zabrze), con 20 reti.

## Classifica finale
|     | Classifica         | G  | V  | N  | P  | GF | GS | Pt |
| --- | ------------------ | -- | -- | -- | -- | -- | -- | -- |
| 1.  | Górnik Zabrze      | 30 | 21 | 4  | 5  | 70 | 17 | 46 |
| 2.  | Legia Varsavia     | 30 | 17 | 8  | 5  | 55 | 29 | 42 |
| 3.  | Widzew Łódź        | 30 | 15 | 11 | 4  | 40 | 25 | 41 |
| 4.  | Lech Poznań        | 30 | 12 | 12 | 6  | 36 | 29 | 36 |
| 5.  | GKS Katowice       | 30 | 10 | 11 | 9  | 46 | 45 | 31 |
| 6.  | Górnik Wałbrzych   | 30 | 10 | 10 | 10 | 41 | 50 | 30 |
| 7.  | Śląsk Wrocław      | 30 | 9  | 11 | 10 | 39 | 36 | 29 |
| 8.  | ŁKS Łódź           | 30 | 8  | 12 | 10 | 36 | 36 | 28 |
| 9.  | Ruch Chorzów       | 30 | 12 | 4  | 14 | 35 | 39 | 28 |
| 10. | Pogoń Szczecin     | 30 | 8  | 11 | 11 | 44 | 44 | 27 |
| 11. | Stal Mielec        | 30 | 10 | 5  | 15 | 25 | 32 | 25 |
| 12. | Zagłębie Lubin     | 30 | 8  | 9  | 13 | 22 | 32 | 25 |
| 13. | Motor Lublin       | 30 | 6  | 13 | 11 | 33 | 47 | 25 |
| 14. | Lechia Gdańsk      | 30 | 7  | 10 | 13 | 23 | 35 | 24 |
| 15. | Bałtyk Gdynia      | 30 | 7  | 9  | 14 | 28 | 47 | 23 |
| 16. | Zagłębie Sosnowiec | 30 | 6  | 8  | 16 | 24 | 54 | 20 |

### Verdetti
- Górnik Zabrze Campione di Polonia 1985-86.
- Vítkovice ammesso alla Coppa dei Campioni 1986-1987.
- Legia Varsavia e Widzew Łódź ammesse alla Coppa UEFA 1986-1987.
- Bałtyk Gdynia e Zagłębie Sosnowiec retrocesse in II liga polska.